# Jardim Paulista (bairro de São Paulo)
Jardim Paulista é um bairro nobre da Zona Oeste do município de São Paulo. Forma parte da região conhecida como Jardins, de predomínio da classe-alta. O bairro faz parte de distrito homônimo, administrado pela subprefeitura de Pinheiros. Com um IDH de 0,957, está localizado em uma das regiões mais altas da cidade, chamada de Espigão da Paulista.
É vizinho dos bairros: Jardim América, Bela Vista, Paraíso, Itaim Bibi, Jardim Europa e Vila Nova Conceição. Sendo delimitado pela Avenida Paulista, Avenida Brigadeiro Luís Antônio, Avenida República do Líbano, Avenida Antônio Joaquim de Moura Andrade, Avenida São Gabriel, Avenida 9 de Julho, Rua Estados Unidos e Avenida Rebouças.

## História
No século XVIII a região do bairro possuía alguns sítios, em que eram cultivados chá, tabaco e uva. No final do século seguinte, em 1890, as terras foram compradas pelo general Juvenal Couto Magalhães e revendidas posteriormente à José Coelho Pamplona.
Nas décadas iniciais do século XX, as famílias Nunes e Paim lotearam parte da propriedade . Muitas das vias abertas foram batizadas com nomes de municípios paulistas, tais como as alamedas Campinas, Santos, Jaú, Itu, Franca, Tietê, dentre outras, de onde se originou o nome do bairro. Projetado por Joaquim Eugênio de Lima, criador da Avenida Paulista, o desenvolvimento do bairro ocorreu por causa da ocupação das alamedas transversais e paralelas à avenida. O relevo acidentado da área dificultava a ocupação sem a adoção de curvas de nível nas ruas. Até os dias atuais, é possível passear pelo bairro em ladeiras íngremes, como a Rua Peixoto Gomide. Em 1910, grandes proprietários da região formaram uma sociedade anônima: a Companhia Editora de Villa América. Essa companhia ficou encarregada do arruamento e da venda de lotes na área, transformando a região, que anteriormente era rural.
Ao contrário das sinuosas vias do Jardim Europa e Jardim América, repletas de bifurcações e rotatórias, o Jardim Paulista apresentava ruas retas e perpendiculares. Seus primeiros moradores eram de classe média alta, notadamente pequenos industriais e grandes comerciantes.
Após a segunda metade do século XX e devido à proximidade da Avenida Paulista, o bairro adquiriu características comerciais, verticalizando-se com a construção de pequenos prédios de escritórios e comércio.

## Atualidade

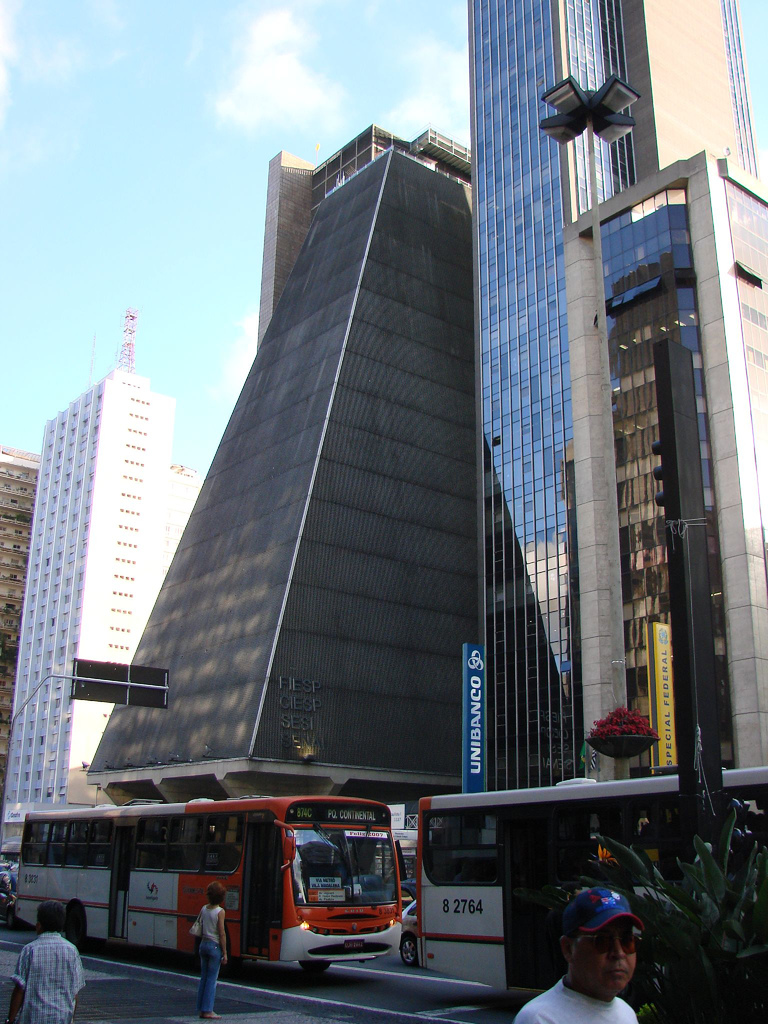
O Teatro Popular do SESI está situado no edifício Sede da FIESP na Avenida Paulista.

O bairro é bastante verticalizado com 17.979 unidades de apartamentos distribuídos em 460 condomínios de edifícios residenciais. Atualmente existem poucos terrenos ou casas em áreas onde a lei de zoneamento urbano permite a incorporação de edifícios com mais de 3 andares. 
Aproximadamente 50% dos edifícios residenciais foram construídos ao longo da década de 1970 e ocupam uma área de 514.531 m², o que representa 21,5% da área total do bairro. Os prédios residenciais encontram-se entre a Rua Estados Unidos e a Avenida Paulista, já a grande maioria das casas estão entre a Rua Estados Unidos, a Avenida São Gabriel e Avenida Antônio Joaquim de Moura Andrade, sendo boa parte delas próximas ao parque Ibirapuera. A localização privilegiada e a proximidade do maior parque da cidade e de avenidas importantes da cidade, torna o Jardim Paulista um dos bairros mais caros da cidade de São Paulo, com imóveis que chegaram a ter o metro quadrado a ser comercializados por valores acima dos R$16.000,00. O bairro é classificado como "Zona de valor A" pelo CRECI, assim como os bairros de: Vila Nova Conceição Perdizes e Morro dos Ingleses.
Apresenta tanto perfil residencial como comercial, com alta densidade demográfica, obtida pelo grande número de edifícios presentes. Devido à localização privilegiada e atrações turísticas, a área reúne também muitos flats e hotéis de luxo, exemplos dos hotéis Grand Meliá Mofarrej e Unique. Em seu território localizam-se os consulados: chileno, neozelandês, peruano, romeno, português, espanhol, chinês e venezuelano.

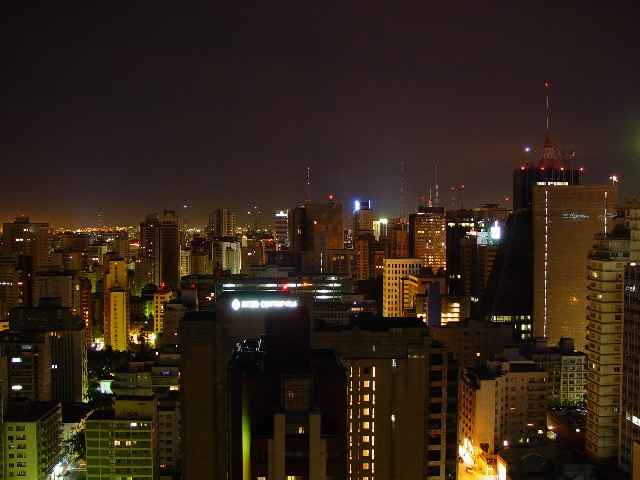
Vista noturna do bairro.

Na Avenida Paulista situam-se: o Citigroup Center São Paulo, o Banco Mercantil do Brasil, o Clube Homs e edifício-sede da Federação das Indústrias do Estado de São Paulo, onde situa-se o Teatro Popular do SESI. A Paróquia de Nossa Senhora Mãe da Igreja está situada na Alameda Franca.
Transporte
Apresenta vias de mão-única intercaladas, ou seja, se uma rua tem o seu tráfego numa determinada direção, o da rua seguinte segue em direção oposta. Os ônibus municipais circulam pelas avenidas Paulista, Nove de Julho, Brigadeiro Luís Antônio e pela Rua Estados Unidos (no trecho entre as duas últimas avenidas). O Jardim Paulista conta ainda com uma estação do Metrô: a Clínicas na Linha 2-Verde. 